# GNU Common Lisp
El GNU Common Lisp (GCL) es el compilador de Common Lisp del Proyecto GNU, y un desarrollo evolutivo del Kyoto Common Lisp.
Produce código objeto nativo al generar primero código C y después llamando al compilador C para crear el código ejecutable.
Aunque no es completamente compatible con la especificación del ANSI Common Lisp, el GCL es la implementación elegida para varios proyectos grandes incluyendo las herramientas de matemáticas Maxima, AXIOM y ACL2.
El GCL corre bajo GNU/Linux en once diversas arquitecturas, y también bajo Microsoft Windows, Solaris, y FreeBSD.